# Paracytheroma pedrensis
Paracytheroma pedrensis is een mosselkreeftjessoort uit de familie van de Cytheromatidae. De wetenschappelijke naam van de soort is voor het eerst geldig gepubliceerd in 1907 door Juday.